# Каллістяни
Каллістяни (рос. Каллистяне) — науково-фантастичний роман для юнацтва російського радянського письменника-фантаста Георгія Мартинова. Продовження роману «Каллісто» (1957), друга частина однойменного роману-епопеї. 
Роман здебільшого присвячений опису життя на планеті каллістян — дружньої землянам комуністичної раси.

## Загальні відомості
Вчені з Землі подорожують разом з каллістянами на їх рідну планету. Суспільство каллістян є комуністичною утопією.
Більш докладно в «Калістянах», аніж у «Каллісто» описаний сценарій так званої безкровної революції — через віроломство колишніх правителів від них відвернулися навіть їхні поплічники; всенародне повстання швидко перемогло. Невдовзі було встановлено новий лад.
Зі сторінок книги читач дізнається, що у каллістян впроваджено чотиригодинний робочий день, який, незважаючи на наполегливі рекомендації медиків, так і норовлять продовжити особливо завзяті працівники. Каллістяни автоматизували виробництво, користуються всесвітньою мережею («екрани», що стоять у кожному будинку). Нестримний технічний прогрес поєднується з відсутністю економіки та політики у звичному для нас розумінні.
Сфери особистого Мартинов майже не зачіпає, хоча в романі є натяки, що інститут традиційної сім'ї у каллістян зазнав значних трансформацій.

## Переклади та перевидання
У 1964 році московським видавництвом «Прогресс» було видано переклад роману корейською мовою накладом 30100 примірників.
2024 року було надруковане перевидання роману як складової частини самвидавного зібрання творів Георгія Мартинова.